# Ruckes 109 (Mönchengladbach)

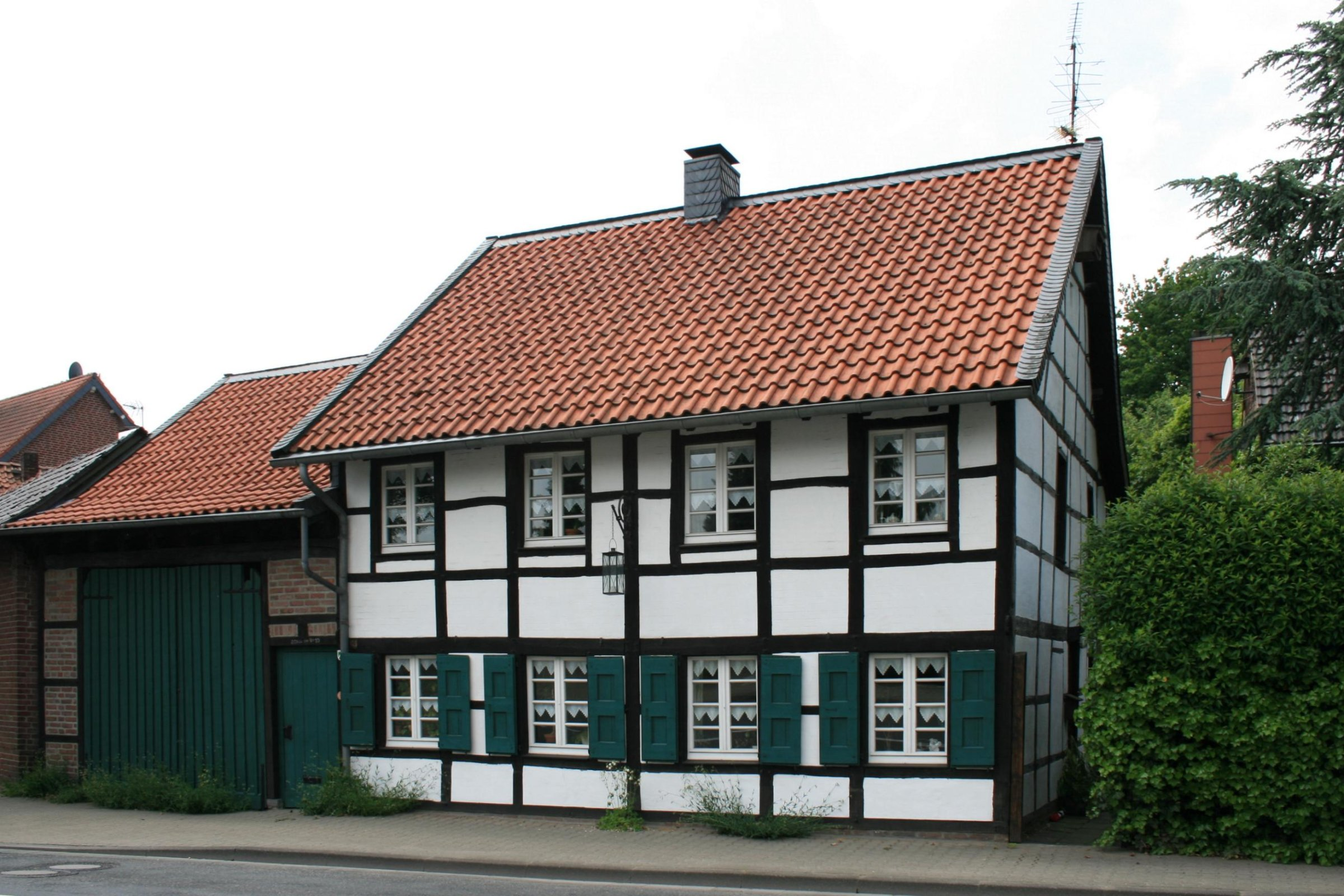
Wohnhaus (2010)

Das Wohnhaus Ruckes 109 steht im Stadtteil Giesenkirchen in Mönchengladbach (Nordrhein-Westfalen).
Das Gebäude wurde um 1800 erbaut. Es wurde unter Nr. R 082 am 19. September 1991 in die Denkmalliste der Stadt Mönchengladbach eingetragen.

## Lage
Das Objekt liegt an der von Giesenkirchen zum Ortsteil Ruckes führenden Straße in einem noch teilweise ländlich geprägten Bereich.

## Architektur
Es handelt sich um ein Fachwerkwohnhaus mit Torhaus aus der Zeit um 1800. Das traufständige, zweigeschossige zweizonige Fachwerkgebäude ist in Ständer-Riegelfachwerk errichtet und schließt mit einem Satteldach ab. Das Haus ist aus städtebaulichen und siedlungshistorischen Gründen als Denkmal schützenswert.